# Janne Saarinen
Janne Johannes Saarinen (Espoo, 28 febbraio 1977) è un ex calciatore finlandese, di ruolo difensore.

## Palmarès

### Club

#### Competizioni nazionali
- Campionato norvegese: 2

Rosenborg: 2001, 2002